# Ferenc Szojka
Ferenc Szojka (Salgótarján, 7 aprile 1931 – Salgótarján, 17 settembre 2011) è stato un calciatore ungherese, di ruolo centrocampista.
Per tutta la sua carriera ha difeso i colori del Salgótarján, squadra della sua città natale.
Con la Nazionale ungherese ha partecipato a due edizioni della Coppa Rimet, nel 1954 in Svizzera (secondo posto finale) e nel 1958 in Svezia.